# Onesiforo
Sant' Onesiforo (... – Efeso, 66) è un personaggio biblico citato da Paolo nella sua seconda lettera a Timoteo (1,16-18 e 4,19). Viene venerato dalla Chiesa cattolica e la sua festività ricorre il 6 settembre.
Apparteneva alla comunità cristiana di Efeso: ospitò e sostenne Paolo durante il suo soggiorno a Efeso e non lo abbandonò neanche dopo il suo trasferimento a Roma, dove lo raggiunse nonostante le persecuzioni.
Poiché Paolo parla di Onesiforo al passato e raccomanda a Timoteo di salutare solo i suoi famigliari, è probabile che Onesiforo fosse già morto quando l'apostolo scrive.
Secondo la tradizione, era uno dei settantadue discepoli designati da Gesù; secondo un'altra tradizione, subì il martirio insieme a Porfirio sotto il proconsole Adriano.
La sua commemorazione è nel Martirologio romano al 6 settembre. Nei sinassari e menologi greci sono riportate diverse date di commemorazione, ed è ricordato come vescovo di Coronea.